# 謝東閔 (香港)
謝東閔（英語：Brian Tse Tung Man，1985年12月6日—），香港男演員、歌手及節目主持。2010年參加歌唱節目《超級巨聲2》奪得第四名而加入演藝圈，入行後以拍攝電視劇為主；曾為無綫電視經理人合約藝人兼星夢娛樂旗下歌手。

## 背景

### 早年生活
謝東閔家境不俗，父親經營髮型屋，母親則開設外傭介紹所。他曾就讀匯基書院，在校時曾獲得《香港電台普通話歌唱比賽》亞軍及最具演藝潛質獎，16歲的時候前往英格蘭完成英國中學會考証書課程（GCSE）。畢業後，他與朋友在杭州合資經營時裝採購生意，並於2004年開始跟隨戴思聰學習唱歌，成為其生前最後一位徒弟；出道前曾參加《新城+SONY國語歌唱比賽》且進入前三甲。

### 演藝發展
2010年，謝東閔參加無綫電視歌唱選秀節目《超級巨聲2》，獲得第四名而正式涉足演藝圈。由於機會難逢，他決定放下時裝採購生意，選擇留港發展；入行初期獲公司安排以拍攝劇集為主要工作，曾演出不少跑龍套角色。2012年，他曾演唱《巴不得媽媽...》的英語插曲《Can't Take My Eyes Off You》和動畫《爆旋陀螺鋼鐵戰魂4D》主題曲《勇氣》，2013年則參與《TVB全球華人新秀歌唱大賽》且晉級16強；同年亦與家人投資逾十萬在美孚開設沐足店。
2014年，謝東閔於《愛·回家》裡獲安排參演戲份相對較多的角色「祈詠倫（Alan）」；2016年，他與黃德斌、梁彥宗首次到尼泊爾拍攝極地探險節目《天與地》，聯同物理治療師吳俊霆攀登喜馬拉雅山群中海拔8,163米、全球第八高的馬納斯盧峰。惟他因身體未能負荷而未能成功登上頂峰，但亦成功攀至海拔約5,300米的高度。2017年，他在《全職沒女》中飾演「高琛」一角開始受到觀眾關注，並憑該劇在《星和無綫電視大獎2017》奪得「TVB 最佳新人」獎，同年憑劇集《使徒行者2》於《萬千星輝頒獎典禮2017》中首度獲提名「最佳男配角」。隨後，他在遊戲競賽《明星 Game 超聯大賽》中贏得冠軍，並透過《國際足盟大賽系列》奪得三萬元獎金，更受遊戲商青睞而與網路紅人林慧韡，代表香港到東京出席 EA Sports《FIFA 18》遊戲發布會，也到美國洛杉磯《E3電子娛樂展》擔任《FIFA 19》試玩者。
2019年4月，謝東閔獲何哲圖相中，以星夢娛樂旗下歌手身份出道，並替《倚天屠龍記》演唱主題曲《得失一笑中》，為其入行九年來第一首電視劇主題曲。雖然有網民指出此曲不及劇集內地版由周華健原唱的《刀劍若夢》，但同時亦有網民認為無綫電視一向固定只找最當紅的幾名歌手主唱劇集主題曲，很高興這次終於能聽到新聲音演唱主題曲。同年12月，他在劇集《丫鬟大聯盟》首次飾演要角「傅有為」，表現受到觀眾注目。2020年4月，他推出第二首派台歌、《慶餘年》主題曲《最冷的一天》，在新浪微博累計點擊率逾八千萬；同年7月於劇集《殺手》中飾演殺手獵人「關啟揚（Parker）」，為入行以來首次飾演大反派，獲觀眾稱讚演技有進步。他憑《殺手》在《萬千星輝頒獎典禮2020》再度獲提名「最佳男配角」，並憑《殺手》及《香港愛情故事》兩劇入圍「飛躍進步男藝員」最後五強。

### 圈中好友
謝東閔因熱愛長跑運動，跟圈中好友袁偉豪、陳山聰、胡諾言、胡定欣、胡蓓蔚、李施嬅、姚子羚及黃智雯組成「Crazy Runner」，有空便會結伴行山跑步，以及參加大小型長跑賽事；亦與同為「巨聲二幫」的好友吳業坤、陳國峰組成「閔峰喪坤」。也和合作多部電視劇的張振朗交情匪淺，更獲對方稱自己為「女朋友」、「表姐」。

## 感情生活
2017年，謝東閔與朱智賢開始傳出緋聞，然而兩人從來沒有承認交往，但經常一起出席活動，關係屬半公開。2020年4月，朱智賢與黎振燁出軌事件曝光後，謝東閔和朱智賢才於記者會上間接承認彼此為男女朋友關係。

### 緋聞女友朱智賢出軌及謝東閔回應

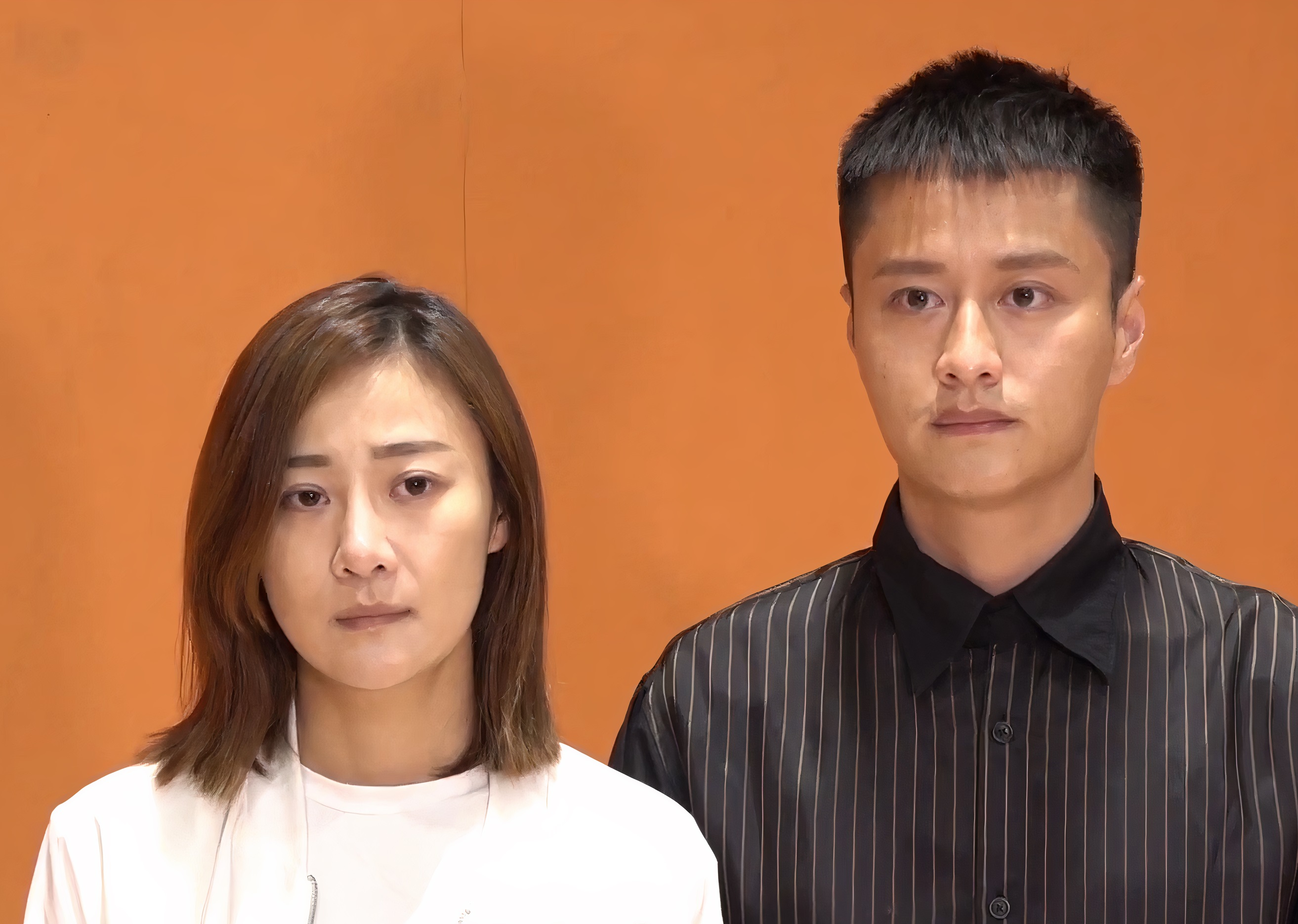
朱智賢於將軍澳電視城舉行道歉記者會

2020年4月27日，謝東閔的緋聞女友朱智賢被傳媒發現與合作拍攝劇集《食腦喪Ｂ》的有婦之夫黎振燁一同駕車到屯門半山僻靜位置吃蛋糕（其中一個是粉紅色心形蛋糕），舉止親暱。正當兩人準備替心形蛋糕插上蠟燭時，傳媒突然上前拍照，黎振燁回應指：「你們不要誤會，我們...正準備開工，我們沒有在一起，大家不要誤會。」但合作拍攝的《食腦喪Ｂ》已於當天兩週前拍攝完畢。而朱智賢其後在其寓所停車場回應指：「如果在那裏吃蛋糕…如果不是在那裏吃蛋糕，就不會被你們（記者）拍到。」並表示：「和謝東閔一向都是好朋友。」。
4月29日，謝東閔陪同朱智賢於將軍澳電視城舉行記者會，朱智賢道歉並承認出軌。謝東閔說：「現階段我會陪你（朱智賢）走過這一關。可能她一時有點迷失。希望大家可以給她機會反思。」並表示；「我自己可能也有一點責任，可能我整天想著工作，忽略了她。」隨後有網民不解謝東閔陪同出軌的朱智賢道歉的行為，故稱他為「綠帽俠」；但亦有網民同情他作為事件的受害者卻要站出來道歉，替他感到不值。30日，黎振燁接受傳媒訪問時承認跟朱智賢只交往幾個星期，並表示自己一向不喜歡特別聯絡女同事，以及向傳媒公開懺悔。而謝東閔在同日深夜透過社交網站發文，點名批評「為什麼一個人用完謊言巧語之後還可以出來講大話 #黎振燁」。
2021年2月，謝東閔在節目《師父有請》中表示，「雖然當時知悉（出軌）事件後很不開心，但慢慢就用時間去沖淡這件事，和朱智賢仍會相約一起行山及做運動。」

## 演出作品

### 電視劇
| 年份     | 劇名              | 角色                       |
| 無綫電視 |                   |                            |
| 2010年   | 依家有喜          | Leon                       |
| 2011年   | 你們我們他們      | John                       |
| 2011年   | 法證先鋒III       | 阮志雄                     |
| 2012年   | On Call 36小時    | 崔瑞華                     |
| 2012年   | 當旺爸爸          | 《超音巨聲》參賽者         |
| 2012年   | 怒火街頭2         | 醫生                       |
| 2012年   | 巴不得媽媽...     | 計中繼                     |
| 2013年   | 女警愛作戰        | 戴東民                     |
| 2013年   | 好心作怪          | Wilson                     |
| 2013年   | 熟男有惑          | 朱利亞                     |
| 2013年   | On Call 36小時II  | 崔瑞華                     |
| 2014年   | 廉政行動2014      | 高家明（單元四：《黑球》） |
| 2014年   | 愛·回家 (第一輯)  | 祈詠倫                     |
| 2014年   | 大藥坊            | 金福                       |
| 2014年   | 八卦神探          | Cyrus                      |
| 2016年   | 愛情食物鏈        | 魯佳麟                     |
| 2016年   | 愛·回家 (第二輯)  | Eric                       |
| 2016年   | 流氓皇帝          | 牛玉 ／ 卿卿               |
| 2017年   | 全職沒女          | 高琛                       |
| 2017年   | 使徒行者2         | 張達翹                     |
| 2017年   | 愛·回家之開心速遞 | 金城武                     |
| 2018年   | 平安谷之詭谷傳說  | 周學文                     |
| 2019年   | 鐵探              | 陳國城                     |
| 2019年   | 丫鬟大聯盟        | 傅有為                     |
| 2020年   | 殺手              | 關啟揚（Parker）           |
| 2020年   | 使徒行者3         | 張達翹                     |
| 2020年   | 香港愛情故事      | 紀家希（Heyman）           |
| 2020年   | 堅離地愛堅離地    | 王子博                     |
| 2021年   | 刑偵日記          | 蘇國城                     |
| 2021年   | 智能愛人          | Angus（鍾Sir）             |
| 2021年   | 七公主            | 戴偉鏘                     |
| 2022年   | 金宵大廈2         | 大界                       |
| 2022年   | 廉政行動2022      | 陳博泰                     |
| 2022年   | 黯夜守護者        | 李文杰                     |
| 2022年   | 法證先鋒V         | 張文傑                     |
| 2023年   | 你好，我的大夫    | 衛迅賢                     |
| 2024年   | 旁觀者            | 馬子洋                     |
| 2024年   | 本尊就位          | 呂洞賓 / 雷石              |
| 2024年   | 逆天奇案2         | 廖啟熙                     |
| 2024年   | 企業強人          | 刑啟超                     |
| 2025年   | 奪命提示          | 李建和（和事佬） / 李偉正  |
| 2025年   | 麻雀樂團          | 金孝成（Kim）              |
| 邵氏兄弟 |                   |                            |
| 2018年   | 飛虎之潛行極戰    | 區志海（卡比仔）           |
| 2023年   | 廉政狙擊          | 唐醒軒                     |

### 電視節目
| 年份     | 節目名                                          | 備註                                                                     |
| 無綫電視 |                                                 |                                                                          |
| 2011年   | 廣州闖蕩                                        | 與吳業坤、陳國峰、陳慧敏共同主持                                         |
| 2013年   | 2013年度TVB全球華人新秀歌唱大賽                 | 參賽者                                                                   |
| 2016年   | Big Boys蕩漾夏水禮                              | 主持之一                                                                 |
| 2016年   | 天與地                                          | 喜馬拉雅山篇；與黃德斌、梁彥宗共同主持（第1－3集）                       |
| 2016年   | 天與地 巔峰之旅                                 | 喜馬拉雅山篇；與黃德斌、梁彥宗共同主持（2小時完整版）                    |
| 2017年   | 一起跑過的日子                                  | 與陳山聰、袁偉豪、胡諾言、胡定欣、胡蓓蔚、姚子羚、黃智雯、李施嬅共同主持 |
| 2017年   | Big Boys歷險記                                  | 與朱智賢、歐陽巧瑩、鄭嘉豪、盧峻峯、林盛斌、張惠雅共同主持（第1集）      |
| 2018年   | 海上夏日郵樂園                                  | 與林子博、林卓楠、陳國峰、沈卓盈、麥明詩、張寶兒共同主持（第2集）        |
| 2018年   | 街坊廚神重出江湖                                | 上海篇；與金剛、阮小儀、龔嘉欣共同主持（第11－15集）                     |
| 2018年   | 電競王                                          | 與戴祖儀、張翼東共同主持                                                 |
| 2018年   | 慶祝澳門回歸祖國十九周年 2018澳門國際幻彩大巡遊 | 與傅嘉莉、張致恆、蔣家旻、張寶兒共同主持                                 |
| 2019年   | 娛樂大家                                        | 第一輯娛樂家族成員之一（第1－10、12－15、17－18集）                      |
| 2019年   | 娛樂大家                                        | 第二輯娛樂家族成員之一（第3－4、8、11－16、19集）                        |
| 2019年   | 12個夏天                                        | 西班牙篇；與張振朗、劉穎鏇共同主持（第1－3集）                           |
| 2020年   | 娛樂大家10點半                                  | 娛樂家族成員之一（第1－2、4、6－8、10、12－13、15－20集）                |
| 2020年   | 香港原味道                                      | 第四輯主持之一（第6集加入）                                              |
| 2024年   | 除夕倒數迎金龍                                  |                                                                          |

### 電影
| 年份   | 電影名             | 角色       |
| 2011年 | 我愛HK開心萬歲     | 街坊       |
| 2012年 | 2012我愛HK喜上加囍 | 電視台藝人 |

## 音樂作品

### 單曲
- 2012年：《Can't Take My Eyes Off You （页面存档备份，存于）》（《巴不得媽媽...》插曲）
- 2019年：《得失一笑中》（《倚天屠龍記》主題曲）
- 2020年：《最冷的一天》（《慶餘年》主題曲）

### 動畫歌曲
- 2012年：《勇氣 （页面存档备份，存于）》（動畫《爆旋陀螺 鋼鐵戰魂4D》粵語主題曲、新城電台「勁爆兒歌榜」冠軍歌」（2012年4月8日））

### TVB主題歌曲
| 年份   | 歌曲                       | 備註                                     | 首次收錄專輯 |
| ------ | -------------------------- | ---------------------------------------- | ------------ |
| 2012年 | Can’t Take My Eyes Off You | 劇集《巴不得媽媽》插曲                   | 未曾收錄     |
| 2019年 | 得失一笑中                 | 外購劇《倚天屠龍記》主題曲               | 未曾收錄     |
| 2020年 | 最冷的一天                 | 外購劇《慶餘年》主題曲                   | 未曾收錄     |
| 2020年 | 夢飛翔                     | 劇集《那些我愛過的人》插曲，與戴祖儀合唱 | 未曾收錄     |
| 2020年 | 逆流直上                   | 劇集《香港愛情故事》插曲，與戴祖儀合唱   | 未曾收錄     |
| 2022年 | 輕輕一轉                   | 劇集《黯夜守護者》片尾曲                 | 未曾收錄     |

### 派台歌曲成績
| 派台歌曲成績（四台） | 派台歌曲成績（四台） | 派台歌曲成績（四台） | 派台歌曲成績（四台） | 派台歌曲成績（四台） | 派台歌曲成績（四台） | 派台歌曲成績（四台）                                     | 派台歌曲成績（四台）                                                         |
| -------------------- | -------------------- | -------------------- | -------------------- | -------------------- | -------------------- | -------------------------------------------------------- | ---------------------------------------------------------------------------- |
| 唱片                 | 歌曲                 | 903                  | RTHK                 | 997                  | TVB                  | 備註                                                     | 備註                                                                         |
| 2019年               |                      |                      |                      |                      |                      |                                                          |                                                                              |
|                      | 得失一笑中           | -                    | -                    | -                    | 1                    | 首支冠军歌 出道作品 無綫外購劇《倚天屠龍記》香港版主題曲 | 首支冠军歌 出道作品 無綫外購劇《倚天屠龍記》香港版主題曲                     |
| 派台歌曲成績（五台） |                      |                      |                      |                      |                      |                                                          |                                                                              |
| 唱片                 | 歌曲                 | 903                  | RTHK                 | 997                  | TVB                  | ViuTV                                                    | 備註                                                                         |
| 2020年               |                      |                      |                      |                      |                      |                                                          |                                                                              |
|                      | 最冷的一天           | -                    | 5                    | 15                   | 1                    | ×                                                        | 無綫外購劇《慶餘年》香港版主題曲                                             |
|                      | 夢飛翔               | -                    | -                    | -                    | 1                    | ×                                                        | 與戴祖儀合唱 無綫電視劇《那些我愛過的人》插曲 加拿大至 HIT 中文歌曲排行榜：8 |
|                      | 逆流直上             | -                    | -                    | 14                   | 1                    | ×                                                        | 與戴祖儀合唱 無綫電視劇《香港愛情故事》插曲 加拿大至 HIT 中文歌曲排行榜：2   |
| 2023年               |                      |                      |                      |                      |                      |                                                          |                                                                              |
|                      | 同在                 | -                    | -                    | -                    | -                    | ×                                                        |                                                                              |

| 各台冠軍歌總數 | 各台冠軍歌總數 | 各台冠軍歌總數 | 各台冠軍歌總數 | 各台冠軍歌總數 | 各台冠軍歌總數    | 各台冠軍歌總數    | 各台冠軍歌總數 |
| -------------- | -------------- | -------------- | -------------- | -------------- | ----------------- | ----------------- | -------------- |
| 四台a          | 903            | RTHK           | 997            | TVB            | 備註              | 備註              |                |
| 四台a          | 0              | 0              | 0              | 4              | 四台冠軍歌總數：0 | 四台冠軍歌總數：0 |                |
| 五台b          | 903            | RTHK           | 997            | TVB            | ViuTV             | 備註              |                |
| 五台b          | 0              | 0              | 0              | 3              | 0                 | 五台冠軍歌總數：0 |                |

- （*）仍在榜上
- （-）未能上榜
- （×）沒有派往該台
- （(1)）兩週冠軍
- ^  注解a：包括2020年後的冠軍歌曲
- ^  注解b：2020年起

## 獎項及提名
| 年份   | 獎項                                                       | 作品                                                 | 結果              |
| ------ | ---------------------------------------------------------- | ---------------------------------------------------- | ----------------- |
| 2011年 | 新城勁爆兒歌頒獎禮2011 - 新城勁爆兒歌                      | 《勇氣》                                             | 獲獎              |
| 2017年 | 星和無綫電視大獎2017 - TVB最佳新人獎                       | 不適用                                               | 獲獎              |
| 2017年 | TVB 馬來西亞星光薈萃頒獎典禮2017 - 最喜愛TVB飛躍進步男藝員 | 《全職沒女》                                         | 提名 （最後三強） |
| 2017年 | TVB 馬來西亞星光薈萃頒獎典禮2017 - 最喜愛TVB節目主持       | 《天與地》                                           | 提名 （最後十強） |
| 2017年 | 萬千星輝頒獎典禮2017 - 最佳男配角                          | 《使徒行者2》                                        | 提名              |
| 2019年 | 2019年勁歌金曲優秀選第一回 - 得獎歌曲                      | 《得失一笑中》                                       | 獲獎              |
| 2019年 | 萬千星輝頒獎典禮2019 - 最佳男配角                          | 《丫鬟大聯盟》                                       | 提名              |
| 2019年 | 萬千星輝頒獎典禮2019 - 最受歡迎電視歌曲                    | 《得失一笑中》                                       | 提名              |
| 2020年 | 2020年勁歌金曲優秀選第一回 - 得獎歌曲                      | 《最冷的一天》                                       | 獲獎              |
| 2020年 | 萬千星輝頒獎典禮2020 - 最佳男配角                          | 《殺手》                                             | 提名              |
| 2020年 | 萬千星輝頒獎典禮2020 - 飛躍進步男藝員                      | 《殺手》《使徒行者3》《香港愛情故事》                | 提名 （最後五強） |
| 2020年 | 萬千星輝頒獎典禮2020 - 最受歡迎電視歌曲                    | 《最冷的一天》《夢飛翔》《逆流直上》                 | 提名              |
| 2020年 | 2020年勁歌金曲頒獎典禮 - 最受歡迎新人獎                    |                                                      | 獲獎              |
| 2020年 | 2020年勁歌金曲頒獎典禮 - 勁歌金曲獎                        | 《夢飛翔》 （與戴祖儀合唱）                          | 獲獎              |
| 2020年 | 2020年勁歌金曲頒獎典禮 - 最佳合唱歌曲獎（金獎）            | 《逆流直上》                                         | 獲獎              |
| 2021年 | 萬千星輝頒獎典禮2021 - 飛躍進步男藝員                      | 《堅離地愛堅離地》《刑偵日記》《智能愛人》《七公主》 | 提名              |

## 外部連結
- 謝東閔的Facebook專頁
- 謝東閔的Instagram帳戶
- 謝東閔在香港影庫上的簡介